# Московсько-Константинопольська схизма (1996)
Московсько–Константинопольська схизма 1996 року — церковний розкол, який розпочався 23 лютого 1996 року, коли Російська православна церква (РПЦ) в односторонньому порядку розірвала євхаристійне спілкування з  Вселенським (Константинопольським) Патріархатом, і закінчився 16 травня 1996 року, коли ці церкви досягнули обопільних домовленостей щодо врегулювання конфлікту. Кроки з боку РПЦ, спрямовані на розрив відносин з Константинополем, були зроблені у відповідь на рішення Синоду Вселенського Патріархату про відновлення в Естонії (яку РПЦ вважає свою канонічною територією) Естонської Апостольської Православної Церкви, як автономної церкви в юрисдикції Вселенського Патріархату, яке було прийняте 20 лютого 1996 року.

## Коротка довідка
Основна стаття: Православ'я в Естонії

### Розвиток православ'я в Естонії
Хоча православ'я почало з'являтися на землях сучасної Естонії ще за часів князя Ярослава Мудрого, який після підкорення естів заснував у 1030 році місто Юр'їв (нині — Тарту), але місцеве населення у переважній більшості багато віків поспіль сповідувало спочатку католицьку віру, а з 2-ї половини XVI століття — лютеранство. Навіть приєднання за результатами Північної війни прибалтійських земель до Російської імперії не змогло докорінно змінити релігійну ситуацію в цьому регіоні.
Але в середині XIX століття, в силу різних причин, почали відбуватися процеси масового навернення переважно найбідніших верств до православ'я і на початку XX сторіччя православні естонці вже стали відігравати досить відчутну роль у релігійному житті Естонії.
24 лютого 1918 року була проголошенна незалежність Естонської Республіки, проте її утвердженню перешкоджали спочатку німецька окупація, а після виходу Німеччини з Першої світової війни — радянсько-естонська Визвольна війна. 2 лютого 1920 року між Естонською республікою і РРФСР був підписаний Тартуський мирний договір, який ознаменував собою закінчення війни. Утворення незалежної естонської держави посилило рух православних естонців за здобуття автокефалії. Ще у березні 1919 року перші збори православних парафій Естонії висловили одностайну вимогу про створення повністю незалежної православної церкви і отримання автокефалії.

### Томос 1923 року. Утворення ЕАПЦ
У травні 1920 року Священний Синод і Вища Церковна Рада РПЦ відклали розгляд питання про дарування автокефалії Естонської Церкви до Всеросійського Церковного Собору. До проведення цього собору Естонська Церква була визнана автономною. Очолив молоду автономну Естонську Православну Церкву 48-ми річний Александер Паулус, хіротонісаний грудні 1920 року у архієпископа Талліннського і всієї Естонії.
Естонська Церква продовжувала шукати можливість здобуття автокефалії. Тим більше, що більшовицька влада взяли курс на практично повне знищення Православної Церкви в соціалістичній Росії. Репресії проти православних ієрархів і перш за все проти патріарха, зробили неможливими будь-які контакти з центральною церковною владою в Москві. У вересні 1922 року Собор автономної Естонської Церкви вирішив звернутися до Константинопольського патріарха з проханням дарувати їй автокефалію.
7 липня 1923 року Вселенський Патріарх Мелетій IV, підписав Томос про надання Естонської Православної Церкви статусу автономної Церкви в складі Константинопольського патріархату. На території Естонії була створена Естонська Православна Митрополія Константинопольського патріархату, яку очолив Александер (Паулус), тепер уже в сані митрополита Талліннського і всієї Естонії. Таким чином Естонська Православна Церква вийшла з-під юрисдикції РПЦ та перейшла в юрисдикцію Константинопольської Православної Церкви.
22 травня 1935 був зареєстрований новий Статут Естонської Православної Церкви, яка з цього моменту стала офіційно іменуватися «Естонська Апостольська Православна Церква» (ЕАПЦ) . До кінця 1930-х років ЕАПЦ змогла створити необхідні умови для нормального церковного життя. У 1940 році 140 священиків і 30 дияконів окормляли 210 000 православних Естонії (близько 18 % населення країни). Майже 80 % православних були естонцями за національністю.
Після переходу в юрисдикцію Константинопольського Патріархату в Естонській Церкві почали впроваджуватися нововведення, які викликали неприйняття і роздратування у консервативних священиків і прихожан (переважно російськомовних): лавки в храмах, гра на музичних інструментах, виконанням лютеранських кантат разом з (або замість) православними піснеспівами. Церква перейшла на новоюліанський богослужбовий календар.

### Православна церква в Естонії у 1940-х роках
Влітку 1940 року Радянський Союз анексував Естонію, яка була включена до складу СРСР як Естонська РСР. 23 вересня 1940 Синод ЕАПЦ ухвалив рішення про об'єднання з Московським патріархатом. А в листопаді владика Олександр написав листа місцеблюстителю Патріаршого престолу митрополиту Сергію (Страгородському), в якому просив прийняти очолювану ним церкву «в єднання» з РПЦ, але зі збереженням автономного статусу. У грудневому листі у відповідь митрополит Сергій вказав, що він не бачить причин і необхідності збереження автономного статусу ЕАПЦ, тому що Естонія стала частиною Радянського Союзу: ЕАПЦ має перетворитися у рядову єпархію РПЦ.
30 березня 1941 року митрополит Талліннський Олександр (Паулус) у Москві приніс публічне покаяння у гріху розколу і був прийнятий у спілкування Російською Православною Церквою. Синод ЕАПЦ був розпущений. ЕАПЦ була перетворена в дві пересічні єпархії РПЦ — Талліннську (естонську), якою залишився керувати митрополит Олександр, і Нарвську (російську) під управлінням єпископа Павла (Дмитровського). Дві ці єпархії разом з Віленською (литовською), а також Ризькою (латвійською) склали утворений у березні 1941 року Прибалтійський екзархат РПЦ, який очолив присланий з Москви митрополит Віленський і Литовський Сергій (Воскресенський).
Остаточна ліквідація автономії була призупинена влітку 1941 року окупацією Прибалтики німецько-фашистськими військами у ході Другої світової війни. 14 жовтня 1941 року митрополит Таллінський Олександра (Паулус) заявив про відновлення діяльності ЕАПЦ і свій вступ в права предстоятеля автономної Естонської Церкви. Він припинив поминати за богослужінням Патріаршого місцеблюстителя митрополита Сергія (Страгородського) і патріаршого екзарха митрополита Сергія (Воскресенського). 30 грудня 1942 року митрополит Олександр відкликав свій підпис під декларацією від 30 березня 1941 року про приєднання ЕАПЦ до РПЦ, підкресливши, що цей документ був підписаний під тиском більшовицьких властей. ЕАПЦ було повернуто будівлю церковної адміністрації, деякі інші будівлі і земельні володіння, які були націоналізовані радянською владою. Церковне життя поступово відновлювалося.
В кінцевому підсумку в відбувся поділ православних парафій на території Естонії за національною ознакою — «естонські» парафії в своїй більшості (і частина російськомовних) залишилися з митрополитом Олександром, де-юре пішли знову у Вселенський патріархат, а «російські» парафії перейшли в підпорядкування єпископа (з грудня 1942 року — архієпископа) Нарвського Павла (Дмитровського), який зберіг вірність Москві і підкорявся екзарху — митрополиту Сергію.
У 1944 році радянські війська вибили гітлерівські частини з території Естонії. Сюди повернулася радянська влада і почалася друга радянська окупація Естонії.
У вересні 1944 року владика Олександр (Паулус) покинув Естонію: він був вивезений відступаючими німцями в табір під Ольденбургом (після закінчення Другої світової війни — англійська окупаційна зона). З ним Естонію покинули 22 священика і близько 10 000 прихожан. У таборі митрополит Олександр відкрив естонський прихід, який тулився в бараці, пристосованому під богослужіння. В інших німецьких таборах також з'явилися тимчасові естонські православні храми. Так ЕАПЦ перейшла в еміграцію.
Відразу після відновлення радянської влади на території Естонії, очікувано почався процес остаточної ліквідації автономії Естонської Православної Церкви. 10 грудня 1944 Синод Московського патріархату знову вирішив припинити діяльність Синоду ЕАПЦ. Невдовзі було вирішено вилучити з богослужбової практики естонських парафій нововведення, які так дратували консервативні кола: спів гімнів, гру на органі, «новостильний» богослужбовий календар тощо.
6 березня 1945 року в Микільському соборі Таллінна відбувся «Акт про возз'єднання з Московською Патріархією російсько-естонського духовенства і мирян Естонської Єпархії, які самочинно відкололися від Матері-Церкви Російської».
12 квітня 1945 Священний Синод РПЦ ухвалив рішення про призначення на кафедру в Таллінн архієпископа Нарвського і Ізборського Павла (Дмитровського). Талліннська єпархія багатьма естонцями стала сприйматися як продовження «російської» Нарвської кафедри, а Православна Церква як один з інструментів русифікації Естонії. У кінці 1949 року Талліннська кафедра взагалі була понижена у статусі і перетворена в вікаріатство Ленінградської єпархії. І лише у березні 1951року була відновлена повноцінна Талліннська і Естонська єпархія.

### Подальший розвиток подій
Серед подій, що відбувалися у подальшому і мають значення для розуміння причин і специфіки Московсько-Константинопольської схизми 1990 року потрібно виділити наступні:
- 15 січня 1948 року митрополит Олександр (Паулус), який перебрався з Німеччини до Швеції, заснував у Стокгольмі Синод Естонської Апостольської Православної Церкви у вигнанні. Синод складався з восьми членів: п'ять священиків і троє мирян. Головою Синоду став протоієрей Георгій (Юрій) Вяльб. У жовтні 1953 митрополит Олександр (Паулус) помер на 82-му році життя.
- 3 вересня 1961 року у єпископа Талліннського і Естонського був хіротонісаний архімандрит Алексій (Рідігер) — майбутній патріарх Московський і всєї Руси Алексій II, який стане однією із головних дійових осіб майбутнього конфлікту.
- 3 травня 1978 року, йдучи на зустріч побажанням РПЦ і у зв'язку з тим, що «стали можливими нормальні канонічні контакти зі Святої Російською Православною Церквою, в якій і раніше складалася Православна Церква в Естонії», Константинопольський патріарх Димитрій I своєю ухвалою зупинив дію Томосу 1923 року[4].
- 29 липня 1986 року митрополит Талліннський Алексій (Рідігер) був призначений митрополитом Ленінградським і Новгородським, постійним членом Священного Синоду РПЦ. При цьому Талліннська єпархія залишилася під його керуванням. А 7 червня 1990 року, після смерті патріарха Пимена (Ізвекова), митрополита Алексія було обрано новим Предстоятелем РПЦ. 20 липня 1990 року єпископом Талліннським, вікарієм патріарха Московського, був обраний архімандрит Корнилій (Якобс).

## Історія розколу

### Початок конфлікту
20 серпня 1991 року була відновлена незалежність Естонії. Юридично відновивши Естонську Республіку зразка 1940 року і визнавши період з 1940 року по 1991-й часом радянської окупації, естонська влада ухвалила рішення провести реституцію та відновити правовідносини, які існували на дату початку першої радянської окупації в 1940 році. Тому, для того щоб у нових умовах православна церква в Естонії могла претендувати на майно, яким вона володіла на момент відновлення незалежності в 1991 році, церковною ієрархією було вирішено повернутися до Статуту зразка 1935 року, щоб спробувати оголосити існуючу Талліннську єпархію РПЦ правонаступницею ЕАПЦ, що існувала в 1940 році. У квітні 1992 року Собор Естонської Православної Церкви заявив про бажання залишатися в канонічному підпорядкуванні Московського патріарха і попросив у Москви про відновлення автономії, дарованої патріархом Тихоном в травні 1920 року.
12 серпня 1992 Священний Синод РПЦ підтвердив рішення патріарха Тихона про самостійність Православної Церкви в Естонії в справах церковно-господарських, церковно-адміністративних, шкільно-просвітницьких та церковно-цивільних. Одночасно з цим Естонській Церкві було повернуто назву, зафіксовану в статуті 1935 року — «Естонська Апостольська Православна Церква». Предстоятелем ЕАПЦ був призначений єпископ Талліннський і Естонський Корнилій (Якобс). 20 жовтня 1992 року Статут ЕАПЦ був схвалений Священним Синодом РПЦ.
Проте одночасно виникла група православних, які мали на меті відокремитися від Московського патріархату і відновити автономію в юрисдикції Вселенського патріархату. На початку 1993 року була оприлюднена декларація ініціативної групи естонських православних, в якій, зокрема, говорилося:
|  | Нам кажуть про Москву, як про церкву-матір. Таке розуміння є для нас чужим і образливим. Ми хочемо служити Ісусові Христу і визнаємо своєю церквою первісну християнську церкву, засновану Апостолами, першоджерелом якої є Константинополь - місцезнаходження першого Патріархату Нового Риму. Ми, християни Естонської Православної Церкви, стомлені і пересичені політичним тиском Москви. Ми хочемо служити Богу в дусі та в правді (Ів. 4, 23). Виходячи з усього вищевикладеного, ми визнаємо тільки канонічний зв'язок з Константинополем, яку Естонська Православна Церква зберегла незмінно з 1923 р. |

26 квітня 1993 патріарх Московський Алексій II спільно зі Священним Синодом РПЦ видав Томос, що відновив права автономії Естонської єпархії РПЦ в справах церковно-адміністративних, церковно-господарських, церковно-освітніх і церковно-цивільних. Єпархія отримала право називатися «Естонська Православна Церква». Єпископ Корнилій став предстоятелем Естонської Православної Церкви з титулом «Талліннський і всієї Естонії».
29 квітня 1993 в Пюхтицькому Успенському монастирі під головуванням патріарха Московського відбувся Собор Естонської Православної Церкви. На Соборі було вирішено відновити найменування «Естонська Апостольська Православна Церква», а також розробити новий Статут, прийнявши за основу Статут ЕАПЦ від 1935 року, і подати його на державну реєстрацію.
Паралельно Собору, що проходив у Пюхтицького монастирі, в талліннському Преображенському храмі відбулися збори членів парафій Апостольсько-Православної Церкви громадян Естонської Республіки. Вів ці збори 69-річний протоієрей Микола Суурсеет, який очолював Синод Естонської Апостольської Православної Церкви у вигнанні. Збори ухвалили два звернення: до патріарха Алексія II і до патріарха Варфоломія I. У цих зверненнях йшлося про те, що після здобуття незалежності державою, незалежність від Москви повинна отримати і Православна Церква в Естонії.
Вже влітку 1993 року дванадцять православних парафій подали заявку на реєстрацію Естонської Апостольської Православної Церкви на основі її постійного існування в вигнанні. 11 серпня 1993 року Департамент у справах віросповідань при МВС Естонії зареєстрував «Статут Естонської Апостольської Православної Церкви», поданий Стокгольмським Синодом ЕАПЦ. Зареєстрована ЕАПЦ проголосила себе правонаступницею довоєнної ЕАПЦ через правонаступництво Синоду в вигнанні, тому саме ця церква могла, відповідно до естонського законодавства, претендувати на майно, що належало ЕАПЦ до 1940 року. Незабаром права ЕАПЦ на майно були підтверджені і в судовому порядку.
17 листопада 1993 року на Помісному соборі ЕАПЦ МП був затверджений її Статут. У своїх рішеннях Собор постановив вважати «реєстрацію ЕАПЦ через зарубіжний Синод, проведену 11 серпня 1993 р. Департаментом у справах віросповідань при МВС ЕР, незаконною». Департамент у справах віросповідань відхилив прохання про реєстрацію Статуту. 10 грудня 1993 року віце-канцлер МВС Естонської республіки повідомив єпископа Корнилія про відмову в реєстрації Статуту ЕАПЦ МП і повідомив, що права ЕАПЦ вже відновлені 11 серпня 1993 року шляхом реєстрації статуту, поданого Стокгольмським Синодом.
У 1994 році з'явилося клопотання, підписане представниками 54 з 83 православних парафій в Естонії (включаючи як естоно- так і російськомовні парафії), в якому містилося прохання про приєднання до юрисдикції Вселенського патріархату. Цей документ був переданий митрополитам Константинопольської Церкви Іоанну (Зізіуласу) Пергамському і Мелітону (Карасу) Філадельфійському. Восени того ж року прем'єр-міністр Естонії Март Лаар направив Константинопольському Патріарху Варфоломію лист з проханням «… затвердити утворений у 1923 році і анульований в окупаційний період канонічний зв'язок між Константинопольським Патріархатом і парафіями ЕАПЦ», а 7 лютого 1995 з аналогічним проханням звернувся президент Естонії Леннарт Мері.
У листопаді 1994 року Стамбул відвідала делегація РПЦ на чолі з митрополитом Кирилом (Гундяєвим), в ті часи — керівником
Відділу зовнішніх церковних зв'язків Московської патріархії. Делегація зустрілася з патріархом Варфоломієм I і поскаржилася на дії Стокгольмського Синоду та естонської влади щодо естонських православних. Константинопольський патріарх направив в Естонію своїх представників для вивчення ситуації на місці. В кінці лютого в Москві відбулася зустріч константинопольських представників з патріархом Московським.
25 лютого 1995 року патріарх Варфоломій, перебуваючи з візитом у Фінляндії, звернувся по радіо до православних естонців, закликавши їх до "якнайшвидшого відродженню Естонської Автономної Православної Церкви в безпосередньому спілкуванні з … Вселенським Патріархатом ". Константинопольський патріарх назвав Росію «небезпечним сусідом» для Естонії і підкреслив, що ті, хто молитовно поминають Московського патріарха, є «чужими естонському суспільству».
У середині травня 1995 року патріарх Алексій направив Вселенському патріарху листа, в якому відкинув ідею паралельного співіснування в Естонії православних парафій двох юрисдикцій. В кінці травня патріарх Варфоломій I в Фінляндії прийняв делегацію визнаної естонськими властями ЕАПЦ і підкреслив, що в Естонії, яка є правонаступницею Естонської Республіки, що існувала до 1940 року, повинна існувати Церква, яка є правонаступницею Церкви, заснованої Томосом Константинопольського патріарха.
21 серпня 1995 року ВЗЦЗ МП опублікував заяву «До питання про дії Константинопольського Патріархату у зв'язку з релігійною ситуацією в Україні і в Естонії»,у якій зазначалося, що позиція Константинопольського патріархату є ворожою по відношенню до церковних структур Московського патріархату, до священноначалля РПЦ і є грубим втручанням в російсько-естонські відносини.
1 грудня 1995 року Патріярх Алексій II надіслав листа президентові США Біллу Клінтону. У листі містилося прохання «… зробити все можливе для усунення кричущої несправедливості» і здійснити «максимальний вплив на уряд Естонії у справі нормалізації становища Церкви в цій країні відповідно з її законами та загальноприйнятими нормами прав людини». Архієпископ Корнилій зі свого боку також направив послання аналогічного змісту президенту Фінляндії Мартті Ахтісаарі.
9 грудня 1995 в Таллінні пройшов більш ніж 20-тисячний хресний хід вірян ЕАПЦ МП проти дій Вселенського патріархату та естонської влади.

### Конфлікт
3 січня 1996 року в Стамбул приїхала делегація Московського патріархату для чергових переговорів. Константинополь оголосив, що в наступному місяці він має намір прийняти ЕАПЦ під свій омофор. Сторони не дійшли єдиної думки, але погодилися з тим, що кожна парафія має самостійно визначитися зі своєю юрисдикцією. Домовилися тільки про те, що у парафій повинні залишитися права на будівлі наявних у них храмів. Наступна зустріч повинна була пройти в Москві на початку лютого.
4 січня 1996 митрополит Філадельфійський Мелітон направив послання «Православним громадам в Естонії», в якому від імені патріарха Варфоломія закликав естонців до вірності Вселенському патріархату. У цьому посланні було ясно висловлено бажання Константинополя прийняти під свій омофор ЕАПЦ, включаючи також і російськомовні парафії, які мали б об'єднатися в окрему єпархію.
15 січня 1996 архієпископ Корнилій за неузгоджений перехід в юрисдикцію Константинополя заборонив у священнослужінні шість кліриків Естонської Апостольської Православної Церкви Московського патріархату з офіційним формулюванням: «за організацію громади, окремої від єпископа, і вчинення таким чином розколу в Церкві». Всього ж до цього часу під заборону потрапило дев'ять священиків Естонської Церкви, які спробували змінити юрисдикційну належність свою і своїх парафій.
16 січня 1996 року в Естонію прибули представники Вселенського патріарха: єпископ Йоэнсууйський Амвросій (Яаскеляйнен) (Фінляндська Автономна Православна Церква) та священик тієї ж церкви Хейки Хуттунен. Вони зустрічалися з естонськими священнослужителями і державними чиновниками, в тому числі з прем'єр-міністром і президентом. Після закінчення візиту було заявлено про те, що Константинопольський патріархат прийме естонських православних в свою юрисдикцію.
17 січня патріарх Алексій II направив послання православної пастви в Естонії, в якому попереджав її, що «поширене канцелярією Константинопольської Патріархії послання» православним громадам Естонії є «антиканонічним як за своїм змістом, так і по самому факту даного поводження». Патріарх закликав естонську владу «проявити розсудливість і не заохочувати спроб розділити Православну Церкву за національною ознакою».
В кінці січня 1996 року канцелярія Священного Синоду Константинопольської Церкви направила в Московську патріархію повідомлення про відмову делегації з Константинополя прибути в Москву відповідно до прийнятого 3 січня рішенням для продовження двосторонніх переговорів. Патріарх Алексій II в своїй відповіді патріарху Варфоломію наполягав на відновленні перемовин. 1 лютого 1996 року Фанар в своєму листі як умову продовження переговорів висунув вимогу зняти канонічні заборони, накладені архієпископом Корнилієм на групу кліриків Естонської Православної Церкви за спробу переходу в юрисдикцію Вселенського патріархату.

2 лютого 1996 року Патріярх Алексій II звернувся з листом до предстоятелів помісних Православних Церков, в якому була викладена позиція Московського патріархату щодо взаємовідносин з Константинополем з питань естонського православ'я і виражена тривога 
|  | ...в зв'язку з тим, що ситуація, що склалася досягла критичної межі і може спровокувати незворотні руйнівні процеси. Односторонні кроки з боку Константинопольського Патріархату по відношенню до Православної Церкви в Естонії є згубними для єдності Православ'я і в корені підривають основні принципи братньої міжправославної єдності... |

В цьому ж листі московський патріарх звернувся з проханням до предстоятелів помісних Церков здійснити «…авторитетний вплив на підтримку нашого братнього заклику до Святішого Патріарха Варфоломія продовжити розпочатий діалог і утриматися від прийняття квапливих і неузгоджених з нашою Церквою односторонніх заходів в естонському питанні.»
20 лютого 1996 року Священний Синод Вселенського патріархату під головуванням патріарха Варфоломія I вирішив відновити дію Томосу 1923 року, виданого патріархом Мелетієм IV, що заснував Естонську митрополію. Це рішення було зафіксовано в Патріаршому та Синодальному акті. На думку Константинополя, в 1978 році дію Томосу 1923 року патріархом Димитрієм було лише призупинено, так як його неможливо було ввести в дію, але Томос в 1978 році не був визнаний недійсним, неспроможним або відкликаним. Архієпископ Карельський і всієї Фінляндії Іоанн (Рінне), предстоятель автономної Фінляндської Православної Церкви, був призначений місцеблюстителем відновленої в правах ЕАПЦ. Йому було доручено здійснювати нагляд за проведенням опитування віруючих щодо приєднання Митрополії до Вселенського Патріархату, після чого повинно було статися обрання і поставлення канонічного єпископату ЕАПЦ. Як підкреслювалося в документі, це рішення було прийнято Константинопольським патріархатом на наполегливе прохання естонського уряду і переважної більшості естонських православних парафій, які просили прийняти їх під захист Вселенського патріархату. У Москві про це дізналися лише 22 лютого, після того як на прес-конференції в Стамбулі було оголошено відповідне комюніке.
22 лютого патріарх Алексій II послав термінову телеграму патріарху Варфоломію. У ній він від імені єпископату і Священного Синоду РПЦ висловив рішучий протест і заявив, що дії Константинопольського патріархату Московська патріархія розцінює як антиканонічну акцію, яка може привести до призупинення євхаристійного спілкування між двома Церквами і до припинення поминання імені предстоятеля Константинопольської Церкви в диптиху Російської Православної Церкви. Московський патріарх писав:
|  | По-братерськи попереджаємо Ваша Святосте, що в разі здійснення Вашого наміру на Вас лягає тяжка відповідальність за трагічне розділення Православ'я напередодні Двотисячоліття Пришестя в світ Христа Спасителя. Ще раз настійно закликаємо Вас зупинити богопротивний розкол і утриматися від односторонніх дій по відношенню до Православної Церкви в Естонії. |

В той же день, 22 лютого в Таллінні делегація Константинопольської Православної Церкви передала естонському уряду Патріарше та Синодальне Діяння про заснування Естонської Митрополії.
23 лютого терміново зібрався Священний Синод РПЦ, який визнав відновлення Константинопольським патріархатом Томосу 1923 року розкольницькою акцією, яка змушує РПЦ призупинити канонічне і євхаристійне спілкування з Константинопольським патріархатом і Фінляндською автономною архієпископією, а також припинити поминання Константинопольського патріарха по диптиху предстоятелів Помісних Православних Церков. Було вирішено передати дане питання на розгляд майбутнього Архієрейського Собору РПЦ. Про рішення Синоду патріарх Московський повідомив патріархові Константинопольському телеграмою.
23 лютого 1996 року, на Божественній літургії, що відбувалася в Московському кафедральному Богоявленському соборі патріарх Алексій II в присутності 50 єпископів, що співслужили йому, численних кліриків і мирян не виголосив імені глави Константинопольської Православної Церкви патріарха Варфоломія I в числі глав помісних православних Церков. Це сталося вперше за всю історію взаємин між двома патріархатами. Почалася перша Московсько-Констанопольська схизма.
Тоді ж — 23 лютого — патріарх Алексій II звернувся з посланням до архієпископа Корнилія, пастирів, чернецтва і всіх вірних чад Естонської Апостольської Православної Церкви (Московського патріархату). У цьому посланні Константинопольський патріархат був звинувачений у вторгненні на «канонічну територію» РПЦ і в гріху розколу. У цьому ж гріху були наперед звинувачені ті клірики, які перейдуть під юрисдикцію Константинополя. Патріарх нагадав, що «гріх розколу не змивається навіть кров'ю мучеництва». Священикам і парафіянам ЕАПЦ МП було заборонено вступати «в євхаристійне і молитовне спілкування з розкольниками, які, за словами Серафима Саровського, Царства Божого не успадкують.»

24 лютого Константинопольський патріарх Варфоломій I направив патріарху Алексію II відповідь на його телеграму. У листі, зокрема, йшлося про те, що Російська церква «…того часу займалася вигнанням православних естонців і отримувала певну вигоду від цього і користувалася цим моментом для того, щоб зайняти території Естонської Православної Церкви. Підстави єпархії архієпископа Корнилія не є канонічними і було б неправильно говорити про божественні та священні канони у даному випадку.» Вселенський патріарх підкреслював: 
|  | Російський Патріархат в усі ці роки втручався в країни, що знаходяться під духовною юрисдикцією Вселенського Патріархату, а саме в Естонії, Угорщині та інших країнах, і робив це завжди за допомогою збройної сили Радянської Армії. |

 І далі: «події, які є неканонічними в якийсь конкретний час, ніколи не отримують благословення, ніколи не розглядаються як дійсні і ніколи не створюють прецеденту».
24 лютого в Таллінні делегація Вселенського патріархату на чолі з митрополитом Халкидонским Йоакимом (Нерандзулісом) в співслужінні архієпископа Іоанна Фінляндського і естонського духовенства відслужила Божественну літургію. Цей акт означав відновлення богослужбового життя автономної Естонської Апостольської Православної Церкви на своїй батьківщині.

### Розв'язання конфлікту
29 лютого ВЗЦЗ МП виступив з меморандумом присвяченим церковній ситуації в Естонії, а на наступний день — 1 березня — вже Священний Синод РПЦ прийняв заяву. У ній викладався погляд Московської патріархії на історію православ'я в Естонії (особливо приділялася увага XX століттю) і роль РПЦ (природно, провідну) в цій історії. Пояснювалося ставлення РПЦ до «першості честі» Вселенських патріархів. Розповідалася історія складних взаємин між Російською і Константинопольської Церквами. В заяві оскаржувалося право Константинополя на частину «канонічної території» РПЦ і висувалися звинувачення Вселенському престолу в порушенні значної кількості церковних канонів. Синод ще раз нагадав про те, що канонічне і євхаристійне спілкування з Константинопольським патріархатом і Фінляндською Автономною архієпископією призупинено, як і поминання Константинопольського патріарха. Священний синод звернувся до предстоятелів Помісних Православних Церков з проханням закликати Константинопольського патріарха відмовитися від неканонічного (з точки зору РПЦ) діяння. Синод також закликав естонські і фінляндські органи державної влади «проявити розсудливість і не заохочувати спроби розколоти Православну Церкву в Естонії» і «…припинити дискримінацію канонічної Церкви під керуванням Архієпископа Талліннського і всієї Естонії Корнилія, і визнати права власності за місцевими церковними громадами». Одночасно була заявлено про готовність продовжувати переговори з метою «повної нормалізації становища Православ'я в Естонії і відновлення єдності Святого Православ'я.»
На початку березня голова ВЗЦЗ МП митрополит Кирила (Гундяєв), його заступник архієпископ Калузський Климент (Капалін) і митрополит Крутицький Ювеналій (Поярков) проведели зустрічі з предстоятелями Сербської, Антіохійської, Єрусалимської, Болгарської і Польської Православних Церков. Після цього делегація РПЦ на чолі з митрополитом Кирилом (Гундяєвим) вирушила до швейцарського Цюріха на переговори з делегацією Константинопольського патріархату, яку очолював митрополит Філадельфійський Мелітон, генеральний секретар Синоду Вселенського патріархату.
Для того щоб продемонструвати міцність позицій РПЦ всередині Естонії, 16 березня 1996 року в Таллінні було проведено черговий хресний хід, в якому взяло участь близько 26 тисяч осіб.
22 березня 1996 року Державна Дума Російської Федерації прийняла заяву «Про порушення прав православних віруючих в Естонії»в якій висловлювалася глибока заклопотаність ситуацією, «пов'язаної з порушенням прав віруючих Естонської Апостольської Православної Церкви, яка зберігає духовно-канонічну єдність з Московським Патріархатом». У заяві зазначалося, що влада Естонії відмовляє ЕАПЦ МП в реєстрації під її історичною назвою, що православні громади, які не бажають переходити в юрисдикцію Константинопольського патріархату, позбавляються своїх храмів і святинь, що естонська влада нагнітає релігійний конфлікт, спрямований на обмеження в Естонії прав російськомовних православних віруючих. У зв'язку з цим Державна Дума РФ звернулася до Парламентської асамблеї Ради Європи, Комісії ООН з прав людини з пропозицією в найкоротші терміни розглянути зазначену проблему і відповідним чином вплинути на естонську владу, яка, на думку депутатів Державної Думи РФ, порушувала права людини в Естонії.
У квітні в Цюріху відбулися переговори спільної комісії Константинопольського та Московського патріархатів, в результаті яких був узгоджений текст меморандуму, який повинен був бути «ратифікований» Синодами обох Церков. 16 травня 1996 року одночасно в Стамбулі і в Москві Священні Синоди обох патріархатів на основі Цюріхських домовленостей квітня 1996 року ухвалили рішення про подолання кризи, що виникла між двома Церквами. Було вирішено, що:
- Константинопольський патріархат вводить чотиримісячний мораторій на своє рішення від 20 лютого 1996 року про утворення ЕАПЦ. Протягом цих чотирьох місяців парафії повинні вибрати в яку юрисдикцію вони хочуть перейти;
- Московський патріархат надає клірикам, які схочуть перейти в юрисдикцію Вселенського патріархату, таку можливість, включаючи тих кліриків, які раніше були заборонені в служінні;
- обидва патріархати зобов'язалися співпрацювати з метою, щоб всі православні в Естонії, незалежно від юрисдикційної приналежності, отримали однакові права, включаючи право на майно;
- у зв'язку з досягненням цієї угоди Священний Синод РПЦ відновлює перерване спілкування з Константинопольським патріархатом.

Таким чином, перша Московсько-Константинопольська схизма завершилася. Проте, конфлікт між двома патріархатами не припинився.

## Наслідки
У вересні 1996 року Священні Синоди обох Церков ухвалили списки парафій, які визначилися зі своєю юрисдикцією. Тільки два приходи не ухвалили певного рішення. Тому термін мораторію було продовжено ще на 3 місяці. Питання ж про власність на церковне майно залишалося невирішеним.
24 вересня 1997 року в Одесі пройшла зустріч Константинопольського та Московського патріархів. Серед багатьох питань обговорювалося і естонське, але конкретних рішень ухвалено не було.
18 березня 1999 року Собором ЕАПЦ митрополитом Талліннським і всієї Естонії, предстоятелем цієї Церкви був обраний народжений у Конго в родині греків-кіпріотів єпископ Назіанзскій, вікарій Галльської митрополії Константинопольського патріархату 59-річний Стефан (Хараламбідіс), який у той час ніс послух на півдні Франції. Таким чином, в Таллінні з'явилося дві православні кафедри і два православних ієрарха стали мали титул «всієї Естонії». Патріарх Варфоломій I закликав РПЦ визнати митрополита Стефана єдиним канонічним і законним першоієрархом Естонської Православної Церкви. Але Московська патріархія, вважаючи Естонію виключно своєю «канонічною територією», не визнала митрополита Стефана главою Естонської Церкви і відмовилася вступати з ним в будь-які офіційні відносини. Так, у серпні 2000 року Ювілейний Архієрейський Собор РПЦ підкреслив, що він (Собор) «… не вважає за можливе позитивно відповісти на пропозицію священноначалія Константинопольської Православної Церкви про визнання Російською Православною Церквою канонічного статусу автономії за церковною юрисдикцією Константинопольського Патріархату, яка присутня в Естонії з 1996 року, оскільки визнання за нею т кого статусу не відповідає в повній мірі історичного розвитку і сучасного стану Православ'я в Естонії.» Крім того, Собор постановив:
|  | Вважати неприйнятним участь представників Російської Православної Церкви в міжправославних форумах, де офіційно представлені учасники від так званої «Автономної Естонської Православної Церкви» Константинопольського Патріархату. |

З 26 жовтня по 1 листопада 2000 року в Естонії з візитом перебував патріарх Варфоломій I. Про свій намір відвідати Естонію Константинопольський патріарх до відома патріарха Московського не поставив. В ході цього візиту Вселенський патріарх заявив про те, що «Цюріхські угоди неправильно розуміються» Московською патріархією, а саме:
- у РПЦ немає підстав домагатися правонаступництва щодо Естонської Церкви, що існувала до 1940 року;
- ЕАПЦ Константинопольського патріархату має правонаступництво в Естонії і повинна керувати православними парафіями на всій території країни;
- укладені в 1996 році Цюріхські угоди не можна трактувати як згоду на паралельне існування в Естонії двох православних юрисдикцій;
- парафії в юрисдикції РПЦ в Естонії повинні знаходитися в юрисдикції Московської патріархії у формі екзархату (представництва) або окремих подвір'їв;
- в Естонії може бути тільки один архієрей з титулом «всієї Естонії», а при ньому може бути екзарх (представник), що опікується парафіями, що знаходяться в юрисдикції РПЦ;
- архієпископ Корнилій повинен бути зміщений зі свого поста.

19 лютого 2001 року на переговорах між делегаціями Московського і Константинопольського патріархатів у Берліні були потверждені основні положення Цюріхських угод і вироблені підходи до розв'язання проблеми власності на храми та іншу церковну нерухомість:
|  | Церковна структура, яка перебуває в юрисдикції Константинопольського Патріархату, цією угодою заявляє, що після офіційної реєстрації, відповідно до естонських законів, статуту структури, що знаходиться в юрисдикції Московського Патріархату, вона відмовляється від своїх претензій на те церковне майно, яким de facto користується церковна структура Московського патріархату. В такому випадку структура, яка перебуває в юрисдикції Константинопольського Патріархату, протягом 60 днів з дня реєстрації статуту структури, що знаходиться в юрисдикції Московського Патріархату, або передає у власність останньої вищезазначене церковне майно на підставі дарування або купівлі-продажу за символічною ціною, або передає його естонському державі для подальшої передачі цього майна у власність церковної структури в юрисдикції Московського Патріархату |

22 лютого 2001 Священний Синод РПЦ затвердив угоди, які було підписано в Берліні. Константинополь же переслав текст угод в Естонію для вивчення і відповіді. Священний Синод Константинопольського патріархату сповістить московських колег про затвердження Берлінських угод від 19 лютого 2001 року тільки 2 травня 2003 року.
21 червня 2001 Державна Дума Російської Федерації прийняла заяву «Про порушення прав православних віруючих в Естонії». У ній знову була виражена серйозна стурбованість у зв'язку з відмовою естонської влади в реєстрації ЕАПЦ (МП) і прийняттям Парламентом Естонії нового Закону «Про церкви і парафії», реалізація якого здатна була, на думку депутатів Держдуми РФ, привести до ще більш грубих порушень прав православних віруючих в Естонії. У зв'язку з цим Державна Дума рекомендувала Уряду РФ утриматися від проведення візитів в Російську Федерацію представників керівництва Естонської Республіки і при розгляді питань розвитку російсько — естонських торгово — економічних зв'язків враховувати позицію естонської влади щодо російських співвітчизників, які проживають в Естонії. Державна Дума також рекомендувала делегаціям Федеральних Зборів РФ в міжнародних парламентських організаціях ініціювати розгляд питання про порушення прав православних віруючих в Естонії і невиконанні Естонією взятих на себе міжнародних зобов'язань. Заява була направлена в Парламентську Асамблею ОБСЄ, ПАРЄ та Парламентської конференцію країн Балтійського моря. Також за ініціативою російської сторони в зв'язку з «порушеннями прав віруючих» ЕПЦ (МП), було скасовано ряд офіційних візитів і міжурядових російсько-естонських переговорів. За наполяганням російської делегації, було продовжено мандат місії ОБСЄ в Естонії до 31 грудня 2001 роки для вивчення ситуації, що склалася навколо реєстрації ЕАПЦ (МП).
Головною перешкодою для подальшого просування у напрямку до нормалізації становища всередині естонського православ'я була відсутність у ЕАПЦ МП державної реєстрації. Починаючи з 1993 року новий Статут декілька разів подавався на реєстрацію. І кожен раз державні органи відмовлялися його зареєструвати. Але 17 квітня 2002 року Статут Естонської Православної Церкви в юрисдикції Московського патріархату був нарешті зареєстрований. Щоб реєстрація Статуту все ж відбулася, довелося «церковній структурі в юрисдикції Московського патріархату» навіть відмовитися від назви «ЕАПЦ»: релігійна структура стала називатися «Естонська Православна Церква Московського Патріархату» (ЕПЦ МП).
Складним також було питання власності на церковну нерухомість. Гострота питання хто є правонаступником ЕАПЦ «зразка 1940 року» стає зрозумілою, якщо взяти до уваги, що до анексії Естонії Радянським Союзом, ЕАПЦ належало приблизно 5 % землі, в тому числі майже весь острів Сааремаа. Ще більшої гостроти додава тей факт, що за часів радянської влади в Естонії православні храми практично не будувалися (за кількома рідкісними винятками). А отже, переважна більшість церковних споруд відповідно до прийнятих в країні правил реституції майже автоматично переходили у власність ЕАПЦ. А над громадами ЕПЦ МП нависла загроза залишитися в буквальному сенсі під відкритим небом. Цюріхські 1996 року і Берлінські 2001 року угоди між Москвою і Константинополем, здавалося, відкривали дорогу для вирішення цієї проблеми. Та невизнання Москвою ЕАПЦ та її предстоятеля митрополита Стефана значно уповільнювало процес пошуку шляхів вірішення цієї проблеми.
Посередником у перемовинах між двома православними Церквами виступила держава: переговори проходили у форматі «МВС Естонії — ЕАПЦ», «МВС Естонії — ЕПЦ МП». На початку жовтня 2002 року була досягнута угода про те, що ЕАПЦ відмовлялася на користь держави від частини належної їй майна, яке використовувала в своїй діяльності ЕПЦ МП. За це ЕАПЦ отримувала від держави грошову компенсацію, розмір якої в кінцевому підсумку склав 50 млн. естонських крон. Держава, в свою чергу, передавало отримані від ЕАПЦ будівлі в довгострокову оренду парафіям ЕПЦ МП за реально символічну орендну плату (1 естонська крона в місяць). Частина храмів перебували в муніципальній власності і там майнові питання для ЕПЦ МП вирішувалися дещо простіше.Процес передачі власності розтягнувся на декілька років: лише у червні 2009 року ЕПЦ МП отримала майно, яке мало бути передано в її користь згідно з досягнутими в 2002 році домовленостями.
Ознакою зниження гостроти конфлікту між Москвою і Константинополем, став візит патріарха Московського Алексія II у вересні 2003 року на свою батьківщину, в Естонію. Влітку 2008 року патріархи Алексій II і Варфоломій I вперше після початку естонського кризи відслужили спільну Літургію на Володимирській гірці в Києві та провели зустріч у Києво-Печерській Лаврі.

### Міжправославний аспект
Для кожної сторони конфлікту було і є важливим те, як інші помісні Православні Церкви сприймають статус ЕАПЦ.
Як вже зазначалося на Ювілейному Архієрейському соборі РПЦ у серпні 2000 року було ухвалене рішення про неприйнятність участі представників Московського патріархату у міжправославних заходах, якщо там присутні офіційні осроби ЕАПЦ. 8 листопада 2000 року Священний Синод РПЦ у своїй заяві від раз наголосив на тому, що:
|  | ...до часу відновлення згоди в питаннях канонічного буття Православної Церкви в Естонії та досягнення миру і справедливості по відношенню до всіх православних в цій країні, Московський Патріархат рішуче відсторонюється від будь-яких зборів за участю Патріарха Константинопольського Варфоломія, Преосвященного Іоанна, голови Фінляндської Архиєпископії Константинопольського Патріархату, і Преосвященного Стефаноса, глави юрисдикції Константинопольського Патріархату в Естонії. |

У цій же заяві також окремо були перелічені заходи, від участі у яких РПЦ відмовилася: святкування, присвячені престольному святу храму ап. Андрія Первозванного (30 листопада 2000 р., Стамбул), різдвяні ювілейні святкування (25 грудня 2000 р., Стамбул), екологічний симпозіум під час круїзу Патріарха Варфоломія по Балтійському морю (25 травня — 5 червня 2001 р.).
Саме після зустрічі глав і представників Помісних Православних Церков, що відбулася 25-26 грудня 2000 року в Стамбулі, Генеральний секретар Священного Синоду Константинопольського Патріархату митрополит Філадельфійський Мелітон заявив, що «участь у зустрічі митрополита Естонського Стефана і підписання ним прийнятих на ній офіційних документів легітимізує його як главу Естонської Церкви» в очах всього православного світу. У зв'язку з цим патріарх Алексій II звернувся до предстоятелів Помісних Православних Церков з листом, в якому просив їх повідомити, чи означає факт наявності підпису митрополита Стефана під підписаним в Стамбулі Посланням Предстоятелів Православних Церков визнання його законним главою Православ'я в Естонії і схвалення дій Константинопольського Патріархату в цій країні. У відповідь на це надійшли послання предстоятелів лише п'яти автокефальних Церков: Антіохійської, Грузинської, Сербської, Румунської та Польської. В них було висловлено сподівання, що естонський церковне питання буде вирішено у ході двосторонніх переговорів Константинопольського та Московського Патріархатів.

Намагання ігнорувати заходи за участю представників Константинопольського патріархату та ЕАПЦ іноді призводило до ситуацій, коли делегаціям РПЦ доводилося демонстративно покидати зібрання представників православних церков після того як виявлялося, що там беруть участь делегати від ЕАПЦ (наприклад, у жовтні 2007 року делегація Московського патріархату на чолі з єпископом Іларіоном (Алфєєвим) покинула засідання десятої зустрічі Змішаної міжнародної комісії з діалогу між Православною Церквою і Римсько-Католицькою Церквою, або у червні 2008 року делегація РПЦ покинула засідання групи з підготовки зустрічі предстоятелів помісних Православних Церков, яке відбувалося на о. Родос). Але у жовтні 2008 року делегація РПЦ на чолі з патріархом Алексієм II взяла участь у зустрічі предстоятелів Православних Церков у Стамбулі. При цьому митрополит Кирило зробив спеціальну заяву про те, що 
|  | Усвідомлюючи важливість і своєчасність цієї братської зустрічі Предстоятелів і представників Помісних Православних Церков, Російська Православна Церква ухвалила рішення взяти участь у ній. І сьогодні ми перебуваємо тут, незважаючи на присутність на цих зборах Преосвященного митрополита Стефана з Естонії, що представляє церковну утворення, яке не визнане всеправославно як автономна Церква. Нашу участь у цій зустрічі не слід розглядати як фактичне визнання автономного статусу юрисдикції Константинопольського Патріархату в Естонії. Наголошуємо, що на цю зустріч не слід посилатися в майбутньому як на прецедент. |

На цій зустрічі була досягнута домовленість про те, що в форумах подібного рівня надалі повинні брати участь тільки глави або представники Автокефальних Церков, а ЕАПЦ не повинна виступати самостійним суб'єктом. Але, одночасно, у жовтні 2008 року ЕПЦ МП було відмовлено у прийомі до Конференції Європейських Церков (КЄЦ), хоча ЕАПЦ вступила туди ще у 2007 році. У відповідь на це РПЦ призупинила своє членство у цій організації, продовжуючи свій курс на самоізоляцію у міжнародних релігійних стосунках. Своєї участі у роботі КЄЦ Московська патріархія не поновила до цього часу (станом на січень 2020 року).

### 2018 Московсько–Константинополський розкол
Той факт, що розкол 1996 р. по всій Естонії тривав всього три місяці, породив надії, що новий розкол може також бути коротким;15 жовтня 2018 року, митрополит  Іларіон, голова Відділу зовнішніх церковних зв'язків Московського патріархату, наголосив в інтерв'ю, що Російська Православна Церква не визнає рішення Вселенського патріархату скасувати митрополію московського патріархату
8 листопада 2000 року, в офіційній заяві Російської Православної Церкви описали цей розкол як «трагічно становище лютого-травня 1996 року, коли через розкольницькі дії Константинопольського Патріархату в Естонії православні християни Константинопольської та Російської Церков, що живуть по всьому світу в тісному духовному зв'язку, виявилися позбавленими спільного євхаристійного спілкування у єдиної Чаші Христової»
". 